# Стенії
Сте́нії (грец. Στήνια) — свято на честь повернення Деметри на Олімпі. Його справляли вночі афінські жінки; одним з елементів свята була взаємна лайка.